# Fonteita (Chandreja de Queija)
Fonteita (llamada oficialmente Santo André de Fonteita) es una parroquia y una aldea española del municipio de Chandreja de Queija, en la provincia de Orense, Galicia.

## Toponimia
La parroquia también es conocida por el nombre de San Andrés de Fonteita.

## Organización territorial
La parroquia está formada por una entidad de población:
- Fonteita

## Demografía
Gráfica demográfica de la aldea y parroquia de Fonteita según el INE español:
| Gráfica de evolución demográfica de Fonteita entre 2000 y 2022 |
|                                                                |
| Datos según el nomenclátor publicado por el INE.               |